# غنچه ووسلاتری
غنچه ووسلاتری (انگلیسی: Gonca Vuslateri؛ زادهٔ ۲ سپتامبر ۱۹۸۶) بازیگر اهل ترکیه است. وی از سال ۱۹۹۷ میلادی تاکنون مشغول فعالیت بوده‌است.